# يونيفرسيتي بارك (إلينوي)
يونيفرسيتي بارك (بالإنجليزية: University Park, Illinois)‏ هي قرية تقع في الولايات المتحدة في إلينوي. يقدر عدد سكانها بـ 7,129 نسمة .

## الموقع الجغرافي
الموقع الجغرافي للمناطق المحيطة بهذه النقطة هو كالتالي: